# Zilah magyar irodalmi és művelődési élete
Zilah, a Meszes-hegység lábánál elterülő város, Szilágy megye székhelye nevét már Anonymus is említi. Erdély viharos története folyamán többször is szenvedett dúlást: 1541-ben és 1594-ben a tatárok, 1601-ben Basta zsoldosai, 1658-ban és 1661-ben a törökök, 1703-ban, a Rákóczi-szabadságharc idején Rabutin seregei perzselték fel. Szőlőtermesztéséről, később iparáról volt híres, bár a vízhiány bizonyos korlátok közé szorította ilyen irányú fejlődését, s ezt a szocialista rendszerben végrehajtott erőltetett ipartelepítés sem tudta leküzdeni. Lakossága az 1850-es osztrák népszámlálás idején még túlnyomó részben magyar volt (a város 4290 lakosából 4137 volt magyar), de már a 19. század végén mutatkoztak a változás jelei: 1910-ben a város 8062 lakosának már 6,5%-át teszi ki a románság (529 lélekkel), később pedig tovább módosul ez az arány.
Első iskoláját a költő és reformátor Szegedi Kis István alapította 1545 körül; a Református Kollégium alapításának éve 1646. A kor kívánalmainak megfelelő iskolaépületet 1715-ben építettek számára, majd 1902-ben épült fel az időközben Wesselényi Miklósról, egykori főgondnokáról és jótevőjéről elnevezett kollégium. Első rektora Vári István, első hírneves tanára Gyarmathi Sámuel nyelvtudós volt, híres tanárai közé tartozott Sámi László történelemprofesszor, a Kossuth-párt lelkes híve, később Kincs Gyula, Ady tanára, a két világháború között Szabó T. Attila.
A zilahi Kaszinót 1835-ben alapították, s mellette az 1874-ben létrehozott Iparos Olvasóegyesület és a Polgári Olvasóegylet (mindkettő könyvtárral) is jelezte a polgárosodással éledező szellemi igényeket. Számottevő magyar kulturális életről azonban a városban csak 1877-től beszélhetünk: Borbély Sámuel ekkor indította meg a Szilágy c. lapot, amely azonban mindössze két évet élt. 1883-ban Arday Balog egy szintén rövid életű Szilágy és Vidéke c. lappal próbálkozott. Ilyen előzmények után 1883-ban jelent meg, ismét Szilágy címmel, Dénes Lajos szerkesztésében az a lap, amely aztán – nevét 1908-ban Szilágyságra változtatva – egészen a második világháború végéig képviselte a helyi sajtót és tanúsítja a város és a vidék akkori élénk szellemi életét.
Az első világháború előtti évtizedekben más helyi lapok is indulnak: az első pedagógiai folyóirat, a Szilágyvármegyei Tanügy (1898), a rövid életű, Zilahi Nándor és Nádler Béni szerkesztette Szilágyi Hírlap, az 1903-ban indult Szilágy Vármegye Hivatalos Lapja, a zilahi Daloskör által megjelentetett Eleven Újság és a Wesselényi Kollégium diákjainak írásaiból összeállított Diákélet (1918). Hosszabb életű volt 1905-től a Bölöni Zoltán ügyvéd által szerkesztett politikai és társadalmi hetilap, a Független Újság (1918-ban Független Vasárnapi Újság), valamint a zilahi református gyülekezet lapja, a Keresztyén Élet, amelyet Kádár Géza református lelkipásztor alapított és szerkesztett 1938-ig, s amely utódai, Mezey Mihály, majd Köblös Endre szerkesztésében egészen 1944-ig megjelent.
A magyar színház iránti érdeklődésre vonatkozó első adat Fejér Károly társulatának 1833. augusztus 15-i megjelenése (repertoárjukon többek között Kisfaludy Károly Kemény Simon c. drámája is szerepelt). A későbbiekben a Fejér Károlyé mellett Körösi Ferenc, Tóth István, Sepsy Károly, Bács Károly társulatainak zilahi fellépéseiről vannak adatok (Tóth társulatában 1843-ban Prielle Kornélia is fellépett). Az 1848 körüli évekből helyi műkedvelő együttesek előadásairól is tud a színháztörténész. Egy ilyen együttes a szabadságharc leverését követő bénultság után, 1856-ban alakul újra. De vissza-visszatérnek Zilahra a különböző társulatok is: Balogh György, Fejér Károly, Follinus János, Szegedi Mihály, Nyéki János, Nagy Mihály, Csóka Sándor, Váradi Ferenc, Polgár Károly, Nagy Dezső, majd Szabadhegyi Aladár, Micskey F. György, Fekete Mihály, Szilágyi Dezső. Az emlékezetes előadások sorában megemlíthető Kisfaludy Károly: Lilomfi (1861), Tóth Ede: A falu rossza (1877), Schiller: Stuart Mária (1877 és 1905), Shakespeare: Rómeó és Júlia (1885 és 1902), Strauss: Cigánybáró (1889), Katona József: Bánk bán (1900), Madách Imre: Az ember tragédiája (1902 és 1908), Gorkij: Éjjeli menedékhely (1904), Rostand: A sasfiók (1910).
Közben a közönség elé lépnek a helyi műkedvelők is: 1898-ban Herczeg Ferenc A három testőr c. darabját mutatják be, amelynek különlegessége, hogy az egyik szerepet benne Ady Endre alakította.
A kulturális élet e századfordulós megpezsdülésének nevezetes eseményeként 1902-ben felavatják Fadrusz János két alkotását: Wesselényi Miklós – „a történelmet élt magyar földnek a modern világra szült valóságos géniusza” (Ady) – szobrát és az 1919 után eltüntetett Tuhutum-emlékművet, felépül a város kultúrháza, s a tehetősebb polgárok batárba ülve bejárnak Kolozsvárra egy-egy színházi előadásra vagy hangversenyre.
Az 1918 előtt 90%-ban magyar város nemzetiségi összetétele trianoni békeszerződés után jelentős mértékben megváltozott (az 1930-as román népszámlálás szerint a románság lélekszáma már 24,76%). Az állami hivatalok feltöltődnek az új hatalom – részben a Szilágyság román vidékeiről, részben a Regátból betelepedő – tisztviselőrétegével. E körülmények között a Wesselényi Kollégium (amelynek 1923-ban megvonták a nyilvánossági jogát, s csak egykori diákja, Iuliu Maniu segítségével sikerült azt visszaszerezni) és az egyház a magyar szellemi élet bázisa. De a két világháború között is működött a zilahi Kaszinó (158 taggal), az Iparos Olvasóegyesület (1929-ben 214 taggal) és a Polgári Olvasóegylet is. A Kollégiumnak a 18. században alapított, több mint 17 000 kötetes könyvtára mellett Seres Samu 1900-ban létrehozott kölcsönkönyvtára is az olvasni vágyók rendelkezésére állt. A helyi magyar könyvtermelés legnagyobbrészt Seres Samu nyomdájából került ki (az 1918–40 közötti időszak 48 kiadványa közül 46, a 6 helyi magyar lapból 4).
A két világháború közötti színházi életet – Zilah vonatkozásában talán még inkább – a helyi hatóságok zaklatásai tették viszontagságossá. A színháztörténész megállapítása szerint ebben a korszakban „a színtársulatok működése inkább függött a polgármester, a Sziguranca, a minisztérium jóindulatától, mint a színészek vállalkozási szándékától vagy a közönség pártolási készségétől” (Enyedi Sándor). Ennek ellenére, amint az Auschwitzban megölt Felhő Ervin színművész írta: „[Zilah] … egyike volt a legjobb színházi városoknak Erdélyben. Nap nap után zsúfolt házak mellett játszottunk. A közönség rajongott a színészetért.” (Idézi Enyedi Sándor.) Ebben az időszakban, a színi kerületekre vonatkozó rendelkezéseknek megfelelően, Gáspár Jenő, Ferenczy Gyula, Fehér Imre, Szabadkay József társulatai léptek a zilahi pódiumra, míg a bécsi döntést követő években Jódy Károly és Szabó Hangya Márton társulata váltogatta egymást.
A két világháború közötti zilahi sajtóban a stabilitást és a folytonosságot a Szilágyság című hetilap jelentette, valamint a református egyházközség lapja, a Keresztyén Élet és a mellette 1921-ben, ugyancsak Kádár Géza által indított és 1937 után Kolozsvárt kiadott Lelkipásztor. Bölöni Zoltán megpróbálja Zilahi Hírlap cím alatt újra feltámasztani a Független Újságot, de csak 1922-ig bírta. Sikertelennek bizonyult Várady D. István próbálkozása is 1935-ben egy Igazság című lappal (ennek mindössze két száma jelent meg). Sajátos – de a kollégiumi hagyományokat ismerve, nem rendhagyó – színfoltja volt a két világháború közötti szellemi életnek a Wesselényi Kollégium diákjai által 1933-ban megjelentetett, kézírással sokszorosított Bontakozó Szárnyak, amelyben versek, elbeszélések, rajzok és diákhumor mellett Márton Gyula tollából A magyarok története a honfoglalásig c. tanulmány is olvasható.
A magyar sajtóélet csak az 1940–44-es években gazdagodik Szilágy Vármegye Hivatalos Lapjával és a megyei tanfelügyelőség által tanítók számára kiadott Hivatalos Közlönnyel. Ezek mellett a baptista felekezet által 1940-ben indított (és egészen 1946-ig megjelenő) lap, Az Igazság Tanúja érdemel említést.
Zilah nem szűkölködött neves emberekben: itt élt Zoványi P. György (II. Rákóczi Ferenc tábori lelkésze, szilágyi esperes és tiszántúli püspök) és Salamon József (Kőrösi Csoma Sándor egykori iskolatársa, a zilahi kollégiumi könyvtár alapítója), a Kollégium diákja volt Biró Lajos zoológus, Új-Guinea-kutató, Szikszai Lajos, a Zilah–Dés vasútvonal építésének, a Wesselényi- és a Tuhutum-szobor felállításának kezdeményezője, a zilahi kórház, az 1883-ban alakult Wesselényi Egyesület alapítója. És ugyancsak a Kollégium diákja volt Ady Endre, aki azt vallotta: „Aki vagyok, az a négy zilahi esztendő által vagyok…”. Az ő első verseit a Kincs Gyula szerkesztette Szilágyság közölte, diákkori írásait a Kollégium 1893-ban indított önképzőköri emlékkönyve őrizte meg, s ő maga később, még Párizsból is küldött haza verseket, cikket az őt első ízben nyilvánosság elé állító lapnak. Zilah neveltje volt a fiatalon elhunyt Koós-Kovács István, a fasizmus áldozatává lett Korunk-munkatárs, Kovács Katona Jenő, Jakab László, a feledés homályába merült nyomdász-író, Márton Gyula, a Bolyai Tudományegyetem nyelvészprofesszora, az 1956 utáni romániai magyar írónemzedékből Hervay Gizella, Kerekes György, Szilágyi István.
Az 1944-et követő évtizedek zilahi magyar szellemi életét a fokozatos, majd rohamos háttérbe szorítás, a szórványosodás jellemzi. 1948-ban államosították a Wesselényi Kollégiumot, amely ugyan 1953-ban felvette egykori diákja, Ady Endre nevét, de benne a magyar nyelvű oktatás fokozatosan háttérbe szorult, s 1989-re már csak egy osztállyal működött. 1948-ban Szabadság címmel megindult ugyan egy (Nagykárolyból a megyeszékhelyre áttelepített) magyar nyelvű hetilap, de 1950. november 12-ével ez is megszűnt, akárcsak 1949-ben a megye kétnyelvű havi lapja, A Szilágyvármegyei Tanfelügyelőség Tanügyi Közlönye. A Seres Nyomda magyar könyvtermése a nyomdák 1948-ban bekövetkezett államosításáig is elenyésző, utána pedig egészen az ország új adminisztratív-közigazgatási átszervezéséig még nyomdája sincs a rajonszékhellyé visszaminősített városnak. S érdemleges változás magyar kulturális vonatkozásban 1968 után sem következik be: az újra megyeszékhellyé tett és tömbháznegyedekkel megnyomorított Zilahon a román nemzeti szellem – nemritkán szélsőséges – kiteljesedése megy végbe. Az 1951-ben létrehozott Történelmi és Művészeti Múzeum és kiadványa, a Porolissum ugyanúgy csak a román tudományosság helyi központja, amint a művészeté a Ion Sima Galéria.
Az 1989-es változás szinte egy félszázados tetszhalott-álomban találta a város és a vidék magyar szellemi életét, a feltámadás azonban látványos volt: Már 1990. január 5-én (Vida Gyula, későbbi parlamenti képviselő szerkesztésében) megindul a Szilágysági Szó, 1991-ben újraindul a Szilágyság (szerkesztői 1995-ig Kui János, Fejér László, Kovács Sándor és Józsa László), megalakul a Szilágy Társaság (elnöke Gáspár Attila zenetanár, akinek vezetésével figyelemre méltó kórusélet indul el a városban és a vidéken), 1992-ben újraalakult az EMKE Szilágy megyei szervezete (magyar közkönyvtárát Lakó Éva vezeti; a megyei EMKE elnöke több éven át Simonfy Irén), 1999-ben bejegyzik a Pro Zilah Egyesületet (elnöke Fodor István). Diáklapok serege (Gondolatszemek, Ifjúság, Maxi-Mix Sulimagazin, Nebuló, Terbete) igyekszik kielégíteni a diákszerzők közlésvágyát; indul rejtvényfüzet (Fűzfasíp), cserkészlap (Hegyen-Völgyön Át), baptista gyermekújság (Harmatcseppek). Még a megyei Művelődési Felügyelőség is rászánja magát arra, hogy két nyelven jelentesse meg szakkiadványait (Caiete Silvane – Szilágysági Füzetek, Limes). 2002-ben megindul Fejér László szerkesztésében a város és az egész Szilágyság irodalmi-művelődési folyóirata, a Hepehupa. A Kriterion Könyvkiadó kiadásában megjelenik az impozáns Szilágysági magyarok c. kötet, a múlt és jelen értékeit gazdagon, dokumentáltan átfogó tanulmánygyűjtemény.